# Coty Award
I Coty American Fashion Critics' Awards (assegnati dal 1943 al 1984) furono creati nel 1942 dalla società di cosmetici e profumi Coty, Inc. per promuovere e celebrare la moda statunitense e incoraggiare il design durante la seconda guerra mondiale. Nel 1985, i Coty Awards furono aboliti con l'ultima consegna effettuata nel settembre 1984; da allora un ruolo simile è svolto dai CFDA Awards. Sono stati casualmente chiamati "Oscar della moda" perché un tempo avevano una grande importanza nell'industria della moda e le cerimonie di premiazione erano galà sfarzosi.

## Storia
I Coty Awards vennero ideati e creati da Coty, Inc., ad opera del vicepresidente esecutivo, Jean Despres,  fondatore della Fragrance Foundation e dei FiFi Awards, e da Grover Whalen (membro del comitato del sindaco di New York City e presidente della Fiera mondiale di New York del 1939). La giornalista di moda Eleanor Lambert fu incaricata di promuovere e produrre i premi.
I premi venivano assegnati esclusivamente a designer che operavano negli Stati Uniti, a differenza dei Neiman Marcus Fashion Awards. Fino alla loro soppressione, nel 1985, i Coty Award erano considerati uno dei premi più prestigiosi nel campo della moda. I premi erano stati progettati da Malvina Hoffman. I premi per l'abbigliamento femminile erano popolarmente conosciuti come Winnies, mentre il premio per l'abbigliamento maschile, iniziato nel 1968, non aveva un nome. I premi ripetuti erano il Return Award e il premio Hall of Fame. Premi speciali venivano stati assegnati anche a designer in settori specialistici.
La popolarità di questi premi iniziò a diminuire alla fine degli anni 1970 a causa degli interessi commerciali percepiti dalla società madre. Nel 1979, i designer Calvin Klein e Halston annunciarono che non avrebbero più accettato il premio Winnie. Lo stesso anno, nel 1979, Coty mise in commercio il kit di trucco Coty Awards per trarre profitto dalla cerimonia di premiazione, cosa che era stata percepita dagli stilisti come aver svalutato l'evento. Il neo fondato Council of Fashion Designers of America (CFDA) appariva più democratico nell'ideologia e iniziò a competere con il Coty Award nel 1980 con i CFDA Awards.
Nel giugno 1985, Donald Flannery, vicepresidente senior di Pfizer, Inc., la società madre di Coty, annunciò che poiché i premi avevano portato con successo gli Stati Uniti già alla ribalta della scena della moda mondiale, era stato deciso di sopprimerli.

## Destinatari del premio

### 1943-1949
| Anno | Winnie | Premi speciali | Citazioni aggiuntive |
| ---- | --- | --- | --- |
| 1943 | Norman Norell | Lilly Daché (modisteria), John Frederics (modisteria) | Hattie Carnegie (stilista e rivenditore di moda), Clare Potter (abbigliamento sportivo), Charles Cooper, Mainbocher (moda americana), Claire McCardell (abbigliamento sportivo), Valentina (moda americana). |
| 1944 | Claire McCardell | Phelps Associates (accessori in pelle), Sally Victor (modisteria) | |
| 1945 | Gilbert Adrian, Tina Leser, Emily Wilkens | | |
| 1946 | Omar Kiam (di Ben Reig), Vincent Monte-Sano, Clare Potter | Ceil Chapman (abiti da festa), Helen Morgan (impermeabili), Carolyn Schnurer (costumi da bagno), Wallace Mackey (scarpe da gioco), Morris Wolock (scarpe basse), Brooke Cadwallader (sciarpe), Nina Wolf (gioielli) | [ 10 ] |
| 1947 | Jacob H. Horwitz (moda junior), Mark Mooring (stilista per Bergdorf Goodman), Nettie Rosenstein (commercio all'ingrosso di fascia alta), Adele Simpson (commercio all'ingrosso di fascia media) | | I premi del 1947 hanno dato riconoscimenti al lavoro dei quattro rami principali dell'industria della moda: design di fascia alta su misura, ingrosso di fascia alta, ingrosso a prezzo medio e moda junior. |
| 1948 | Hattie Carnegie | Joseph de Leo (pellicce), Esther Dorothy (pellicce), Maximilian (pellicce) | |
| 1949 | Pauline Trigère | David Evins (scarpe), Toni Owen (abbigliamento sportivo) | |

### 1950–1959
| Anno | Winnie                                      | Premi speciali                                                                                  | Premio/i di ritorno            | Gruppo di personaggi famosi    | Citazioni aggiuntive |
| ---- | ------------------------------------------- | ----------------------------------------------------------------------------------------------- | ------------------------------ | ------------------------------ | -------------------- |
| 1950 | Charles James, Bonnie Cashin                | Mabel &amp; Charles Julianelli (scarpe), Nancy Melcher (lingerie)                               |                                |                                |                      |
| 1951 | Jane Derby                                  | Anne Fogarty (abiti più belli), Vera Maxwell (abbigliamento sportivo), Sylvia Pedlar (lingerie) | Norman Norell, Pauline Trigère |                                |                      |
| 1952 | Ben Zuckerman, Ben Sommers (di Capezio)     | Karen Stark c/o Harvey Berin (concetto di vestizione), Sydney Wragge (concetto di vestizione)   |                                |                                |                      |
| 1953 | Tom Brigance                                | Helen Lee (abbigliamento per bambini), John Moore da Matty Talmack (abbigliamento da sera)      |                                |                                |                      |
| 1954 | James Galanos                               | Charles James (taglio innovativo)                                                               |                                |                                |                      |
| 1955 | Anne Klein, Jeanne Campbell, Herbert Kasper | Adolfo (modisteria)                                                                             |                                |                                |                      |
| 1956 | Luis Estevez, Sally Victor                  | Gertrude &amp; Robert Goldworm (maglieria)                                                      | James Galanos                  | Norman Norell                  |                      |
| 1957 | Leslie Morris, Sydney Wragge                | Emeric Partos (pellicce)                                                                        |                                |                                |                      |
| 1958 | Arnold Scaasi                               | Donald Brooks (influenza sugli abiti da sera), Jean Schlumberger (gioielli)                     | Ben Zuckerman                  | Claire McCardell (postuma)     |                      |
| 1959 |                                             |                                                                                                 |                                | James Galanos, Pauline Trigère |                      |

### 1960-1969
| Anno | Winnie | Premi speciali | Premio/i di ritorno                                      | Gruppo di personaggi famosi | Citazioni aggiuntive |
| ---- | --- | --- | -------------------------------------------------------- | --------------------------- | -------------------- |
| 1960 | Ferdinando Sarmi, Jacques Tiffeau | Rudi Gernreich (vestiti per innovativi), Sol Klein da Nettie Rosenstein (bigiotteria), Roxane di Samuel Winston (abiti da sera con perline) |                                                          |                             |                      |
| 1961 | Bill Blass, Gustave Tassell | Bonnie Cashin (abiti da campagna), Kenneth (leader nell'acconciatura) |                                                          | Ben Zuckerman               |                      |
| 1962 | Donald Brooks | Halston (modisteria) |                                                          |                             |                      |
| 1963 | Rudi Gernreich | Arthur e Theodora Edelman (design in pelle), Betty Yokova di Neustadter Furs Inc. | Bill Blass                                               |                             |                      |
| 1964 | Geoffrey Beene | David Webb (design di gioielli) | Jacques Tiffeau, Sylvia Pedlar (Premio speciale ritorno) |                             |                      |
| 1965 | Tzaims Luksus (design del tessuto), Pablo di Elizabeth Arden (leadership nel trucco), Gertrude Seperack di Warner (bodystockings e fondotinta) | Anna Potov di Maximilian (pellicce), Sylvia de Gay (moda giovane), Edie Gladstone (moda giovane), Stan Herman (moda giovane), Victor Joris (moda giovane), Gayle Kirkpatrick (moda giovane), Deanna Littell (moda giovane), Leo Narducci (moda giovane), Don Simonelli (moda giovane), Bill Smith (moda giovane) |                                                          |                             | [ 12 ]               |
| 1966 | Dominic c/o Matty Talmack | Kenneth Jay Lane (bigiotteria) | Rudi Gernreich, Geoffrey Beene                           |                             |                      |
| 1967 | Oscar de la Renta | Herbert & Beth Levine (scarpe) | Donald Brooks                                            | Rudi Gernreich              |                      |
| 1968 | George Halley, Luba Marks | Giorgio di Sant'Angelo (accessori fantasia e mode etniche) | Bonnie Cashin, Oscar de la Renta                         |                             |                      |
| 1969 | Stan Herman, Victor Joris | Adolfo (modisteria), Halston (modisteria), Julian Tomchin (design di tessuti) | Anne Klein                                               |                             |                      |

### 1970–1979
| Anno | Winnie                                                        | Premio maschile | Premio speciale | Premio di ritorno                                                   | Hall of Fame                                           | Citazioni addizionali |
| ---- | ------------------------------------------------------------- | --- | --- | ------------------------------------------------------------------- | ------------------------------------------------------ | --- |
| 1970 | Giorgio di Sant'Angelo, Chester Weinberg                      | Ralph Lauren | Will &amp; Eileen Richardson of Up Tied (cravatte), Steven Brody and Daniel Stoenescu of Cadoro (gioielleria), Alexis Kirk (gioielleria), Cliff Nicholson (gioielleria), Marty Ruza (gioielleria), Bill Smith (gioielleria)                                             | Herbert Kasper                                                      | Bill Blass                                             | [ 13 ] |
| 1971 | Halston, Betsey Johnson at Alley Cat                          | Larry Kane of Raffles Wear | John Kloss of Cira (lingerie), Nancy Knox (scarpe da uomo), Levi Strauss & Co (moda mondiale), Elsa Peretti (gioielleria) |                                                                     | Anne Klein                                             | Hall of Fame a Bill Blass. |
| 1972 | John Anthony                                                  | Robert Margolis of A. Smile Inc. (emozione nell'abbigliamento maschile), Alan Rosanes of Gordon Gregory Ltd. (emozione nell'abbigliamento maschile), Alexander Shields (emozione nell'abbigliamento maschile), Pinky Wolman &amp; Dianne Beaudry of Flo Toronto (emozione nell'abbigliamento maschile) | Dorothy Weatherford of Mountain Artisans (patchwork e qualità) | Halston                                                             | Bonnie Cashin                                          | |
| 1973 | Stephen Burrows, Calvin Klein                                 | Piero Dimitri | Clovis Ruffin (moda giovanile originale), Joe Famolare (scarpe), Don Kline (cappelli), Judith Leiber (borse), Herbert & Beth Levine (scarpe), Michael Moraux of Dubaux (gioielleria), Celia Sebiri (gioielleria)                                                        |                                                                     | Oscar de la Renta                                      | |
| 1974 | Ralph Lauren                                                  | Bill Kaiserman of Rafael, | Stephen Burrows (lingerie), Stan Herman (lingerie), John Kloss (lingerie), Fernando Sánchez (lingerie), Bill Tice (lingerie), Sal Cesarani (moda maschile), John Weitz (moda maschile), Aido Cipullo (gioielleria maschile)                                             | Calvin Klein, Piero Dimitri (premio di ritorno moda maschile)       | Geoffrey Beene, Halston                                | |
| 1975 | Carol Horn                                                    | Chuck Howard & Peter Wrigley a Anne Klein Studio | Bill Blass for Revillon America (pellicce), Fernando Sanchez for Revillon America (pellicce), Calvin Klein for Alixandre (pellicce), Viola Sylbert for Alixandre (pellicce), Monika Tilley for Elon (costumi da bagno), Nancy Knox (accessori in pelle per uomini)      | Bill Kaiserman of Rafael (premio di ritorno abbigliamento maschile) | Calvin Klein, Piero Dimitri (abbigliamento maschile)   | Hall of Fame a Geoffrey Beene. |
| 1976 | Mary McFadden                                                 | Sal Cesarani | American Sporting Gear (abbigliamento sportivo), Barbara Dulien (abbigliamento da donna), Vicky Davis (camice da uomo), Lowell Judson (abbigliamento casual per uomo), Ronald Kolodzie (abbigliamento casual per uomo), Robert Schafter (abbigliamento casual per uomo) | John Anthony, Ralph Lauren                                          | Herbert Kasper, Bill Kaiserman (abbigliamento da uomo) | |
| 1977 | Stephen Burrows, Donna Karan & Louis Dell'Olio for Anne Klein | Alexander Julian | Ted Muehling (gioielleria), Fernando Sanchez (lingerie) |                                                                     | Ralph Lauren                                           | Hall of Fame a Geoffrey Beene(contribuzione alla moda statunitense)                                                                       |
| 1978 | Bill Atkinson, Charles Suppon                                 | Robert Stock | Joan &amp; David Helpern (scarpe e stivali), AMF Head Sportswear Co. (contributo eccezionale all'abbigliamento sportivo), Danskin Inc. (abbigliamento sportivo) | Mary McFadden                                                       |                                                        | Menswear Hall of Fame a Bill Kaiserman |
| 1979 | Perry Ellis                                                   | Lee Wright | Barry Kieselstein-Cord (gioielleria), Gil Truedsson (scarpe), Joan Vass (maglia), Conrad Bell (pellicce da uomo) | Alexander Julian (premio di ritorno per abbigliamento maschile)     | Mary McFadden                                          | Hall of Fame a Geoffrey Beene, Halston, Calvin Klein, Ralph Lauren (per i contributi allo status internazionale della moda statunitense). |

### 1980-1984
| Anno | Winnie                                    | Premio/i per l'abbigliamento maschile        | Premi speciali | Premio/i di ritorno | Gruppo di personaggi famosi                                                          | Citazioni aggiuntive |
| ---- | ----------------------------------------- | -------------------------------------------- | --- | --- | ------------------------------------------------------------------------------------ | --- |
| 1980 | Michaele Vollbracht                       | Jhane Barnes                                 | Jeffrey Aronoff (tessuti a mano), Stewart Richer for Reminiscence (rivenditori), Ron Chereskin (abbigliamento da uomo) | |                                                                                      | |
| 1981 | Calvin Klein, Perry Ellis, Geoffrey Beene | Jhane Barnes, Alexander Julian, Ralph Lauren | Barry Kieselstein-Cord (gioielli), Alex Mate &amp; Lee Brooks (gioielli), Fernando Sánchez, Fabrice Simon (abiti da sera con perline), Hot Sox (calzetteria), Robert Lee Morris (gioielli), Laura Pearson a Tijuca (maglieria), Andrew Fezza (premio speciale abbigliamento uomo), Nancy Knox (premio speciale abbigliamento uomo), Robert Lighton (premio speciale abbigliamento uomo) | |                                                                                      | Dopo che Beene, Klein e Lauren avevano rifiutato tutti i loro premi, è stato deciso che tutti i candidati avrebbero ricevuto i premi. |
| 1982 | Adri                                      | Jeffrey Banks                                | Susan Bennis &amp; Warren Edwards (scarpe), Jay Lord Hatters, Patricia Underwood (modisteria), Ted Muehling (gioielli), Allen Veness (tessitura e maglieria), Robert Comstock (capispalla da uomo), Zoran (spezzati da uomo) | Norma Kamali, Donna Karan & Louis Dell'Olio (di Anne Klein), Sal Cesarani (per il premio di ritorno dell'abbigliamento maschile) |                                                                                      | Geoffrey Beene (quinta citazione del Coty Award)                                                                                      |
| 1983 | Willi Smith                               | Alan Flusser                                 | Perry Ellis (abbigliamento donna), Bill Blass, Alexander Julian, Carlos Falchi (borsette), Susan Horton, Selma, Jon e Barbara Weiser di Charivari | Perry Ellis (premio di ritorno per l'abbigliamento maschile)                                                                     | Norma Kamali                                                                         | |
| 1984 | Adrienne Vittadini                        | Andrew Fezza                                 | Milena Canonero, Robin Kahn (gioielli), Barry Kieselstein-Cord (gioielli), Michelle e Janis Savitt (gioielli) | Jhane Barnes (premio di ritorno per l'abbigliamento maschile)                                                                    | Donna Karan & Louis Dell'Olio (di Anne Klein ), Perry Ellis (abbigliamento maschile) | |